# 剣閣県
剣閣県（けんかく-けん）は中華人民共和国四川省広元市に位置する県。

## 地理
剣閣県は四川省龍門山と達巴山が入り組んだ地帯の北端に位置し、四川省、陝西省、甘粛省の3省に広がる山岳・丘陵地帯の地形を有する。 面積は3200平方キロメートルで、総人口は約68万人である。

## 歴史
三国時代において、剣閣は漢中から蜀の成都への途上に位置する要衝の地であり、魏の蜀征伐の際には漢中を失陥させてしまった蜀の姜維が蜀軍の総力を結集して防衛にあたり、魏の鍾会の攻撃をくいとめた。しかし、魏の鄧艾は難攻不落に見えた剣閣を攻めず、陰平から山間部を突破して成都へと迫ったため、姜維は軍を引いた。まもなく蜀主劉禅の降伏の知らせを受けたため、姜維も降参を余儀なくされた。
剣門関には明代に楼閣が建てられ、額には「天下第一関」と大書され、三国時代の歴史をしのぶ名勝として人気を博していたが、2006年2月12日に火災で焼失。その後、修復されたが2008年5月12日の四川大地震により倒壊した。2015年に中国の5A級観光地に認定された。

## 行政区画
- 鎮:普安鎮、竜源鎮、城北鎮、塩店鎮、柳溝鎮、武連鎮、東宝鎮、開封鎮、元山鎮、演聖鎮、王河鎮、公興鎮、金仙鎮、香沉鎮、白竜鎮、鶴齢鎮、楊村鎮、羊嶺鎮、江口鎮、木馬鎮、剣門関鎮、漢陽鎮、下寺鎮
- 郷:江石郷、田家郷、聞渓郷、姚家郷、北廟郷、西廟郷、義興郷、毛壩郷、涼山郷、垂泉郷、秀鐘郷、正興郷、馬灯郷、高池郷、碗泉郷、迎水郷、国光郷、柘壩郷、公店郷、吼獅郷、長嶺郷、塗山郷、圏竜郷、碑埡郷、広坪郷、禾豊郷、店子郷、揺鈴郷、樵店郷、錦屏郷、柏埡郷、高観郷、張王郷、上寺郷

## 健康・医療・衛生
- 剣閣県人民医院